# Castelo de Flamarens

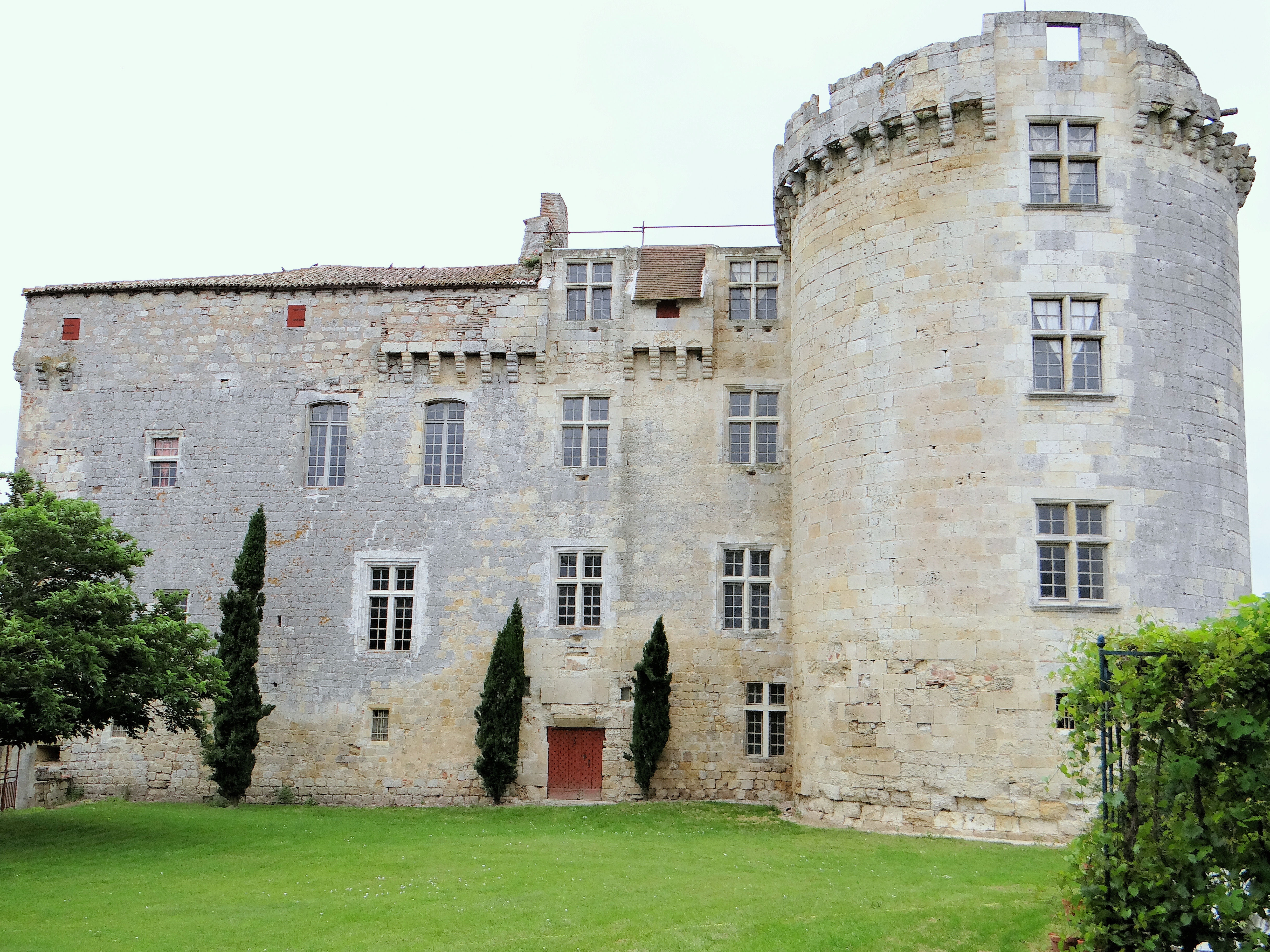
Castelo de Flamarens

O Château de Flamarens é um castelo na comuna de Flamarens, no departamento de Gers, na França.
Um castrum é mencionado no local em 1289, e acredita-se que tenha sido remodelado durante o século XIV. O castelo foi parcialmente destruído por um incêndio em 1943.
O castelo é uma propriedade privada. Está classificado desde 1965 como monumento histórico pelo Ministério da Cultura da França.